# 李遂成
李遂成（生卒年不詳），又名李昌，有大俠李鬍子、金鉤李鬍子、星龍長老、金鉤禪師等稱號，四川人，清末武術高手。

## 生平
李遂成原籍四川，是廣東十虎中的王隱林和梁坤之師父，把俠家拳傳給王隱林及傳武術於梁坤。
李遂成原是太平天國的將領，在洪秀全失敗後隱姓埋名，領著一幫兩湖三湘的子弟，打擊清朝的官吏豪強。

## 金鉤李鬍子另一說法
有另一說法，指金鉤李鬍子名叫李春初，張家界市慈利縣陽和鄉甄家坪人，早年在太華寺及九龍寺學藝，練成無影腿、口吹神針兩門絕技。藝成後為青幫沅水、澧水兩大流域的總龍頭老大。常在溪口老街瑞生堂藥鋪，醫治跌打損傷的病人。
李春初有徒弟黃麒英和王雲清兩人。黃麒英是廣東十虎之一，把武藝傳給兒子黃飛鴻。王雲清在李春初推薦下，在清將軍杜桂珍府中任管家，並把武藝傳了給杜桂珍的兒子杜心武。杜心武、王雲清、李春初三位並稱「民國三俠客」。